# Wilmington (Ohio)
Wilmington város az USA Ohio államában. Lakosainak száma 12 664 fő (2020. április 1.).

## Népesség
A település népességének változása:
| Lakosok száma | 11 921 | 12 520 | 12 664 |
|               | 2000   | 2010   | 2020   |